# État de Carabobo
Carabobo est un État du Venezuela. Sa capitale est Valencia. En 2011, sa population s'élève à 2 245 744 habitants.

## Étymologie
Il existe plusieurs hypothèses quant à l'origine du mot carabobo. L'une d'elles évoque le mot d'une des langues arawakiennes karau signifiant « savane » ou « brousse » et bo signifiant « eau ». La répétition du terme bo équivaut à un superlatif qualitatif ou quantitatif, et signifie « beaucoup d'eau » ou « nombreux ruisseaux ». Ainsi carabobo signifierait « savane des eaux ».

## Histoire
Avant l'arrivée des Européens, l'épicentre de la culture indigène amérindienne de l'actuel Venezuela est situé autour du lac de Valencia. De nombreux artefacts, en céramiques notamment, et des pétroglyphes ont été retrouvés sur le territoire de l'État. Les différents groupes ethniques de la région pratiquent la chasse, la cueillette, la pêche et certains types d'agriculture.

### Époque précolombienne

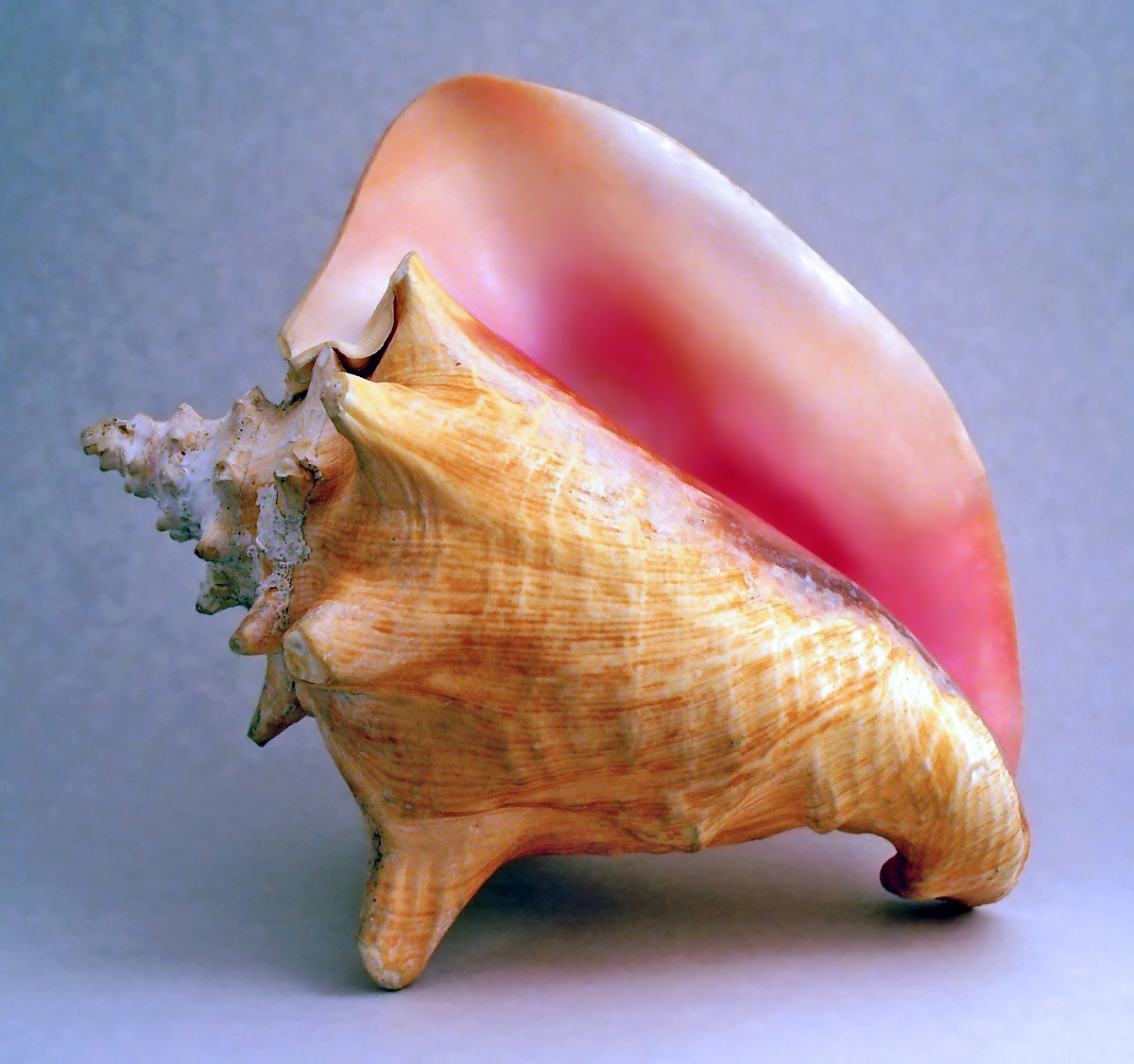
Une coquille de « strombe géant », type de coquillage en provenance de la Caraïbe, et retrouvé en nombre autour du lac de Valencia.

La présence de l'homme est attestée depuis le IVe millénaire av. J.-C. sur le site de l'actuelle Valencia. Des restes découverts dans les environs de Bejuma, notamment une pointe de projectile de type Folsom associé à la chasse à la mégafaune disparue attesterait une présence humaine encore plus ancienne, et des objets lithiques découverts à Michelena, un quartier à l'est du centre de Valencia, attestent la présence d'un peuplement pré-céramique daté de -4000. L'archéologie a démontré une présence humaine importante autour du lac au Ier millénaire et l'Homme maîtrise l'agriculture. À la fin de cette période, d'importantes migrations ont lieu, possiblement de la région d'El Pao et irriguent la région.
À partir de la charnière des 8e et 9e siècles, ces migrations fusionnent avec les populations déjà présentes, arrivées depuis l'Orénoque. Cette fusion donne ce que les auteurs ont baptisé la culture valencioïde. Les populations construisent leur habitat sur des tertres artificiels groupés par six ou huit dans les vallées fertiles et inondables à l'est et à l'ouest du lac, cultivent le maïs et le coton, chassent la faune fluviale et terrestre  et produisent de belles céramiques anthropomorphes. La culture valencioïde se répand, et au 15e siècle, elle est présente tout autour du lac de Valencia, ainsi que le long de la côte centrale du Venezuela sur l'océan Atlantique et dans plusieurs îles de la Caraïbe où ont été retrouvées des poteries valencioïde jusque dans l'archipel de Los Roques et à La Orchila. De ces îles proviennent en échange des produits marins tels que coquillages, dont le botuto ou « Strombe géant » (Lobatus gigas), du sel, des tortues et des poissons de récif, destinés aux régions du lac, par l'intermédiaire des peuplements côtiers. La côte plus à l'ouest est dominée par la culture ocumaroïde, influencée par la culture valencioïde dans une aire culture plus vaste baptisée « sphère d'interaction valencioïde » par María Magdalena Antczak et Andrzej Antczak.
À l'arrivée des Européens, la région est peuplée des Indiens Guaiqueríes et Taramainas, entre autres groupes ethniques. La langue utilisée est alors proche de celle en usage chez les peuples autochtones de l'île de Margarita, ou au moins compréhensible.
Les Indiens cultivent ainsi le maïs, une tradition plutôt occidentale, mais également le manioc, une tradition plus orientale, comme le prouvent la découvertes d'objets comme des meules permettant le broyage du maïs ou des ustensiles pour la préparation du manioc. Sur la côte, l'exploitation du sel marin se concentre dans la région de Borburata et est exercée par les Indiens Jirajaras, originaires de la région de Nirgua, à cheval sur les actuels États de Carabobo et d'Yaracuy.

### Colonisation européenne

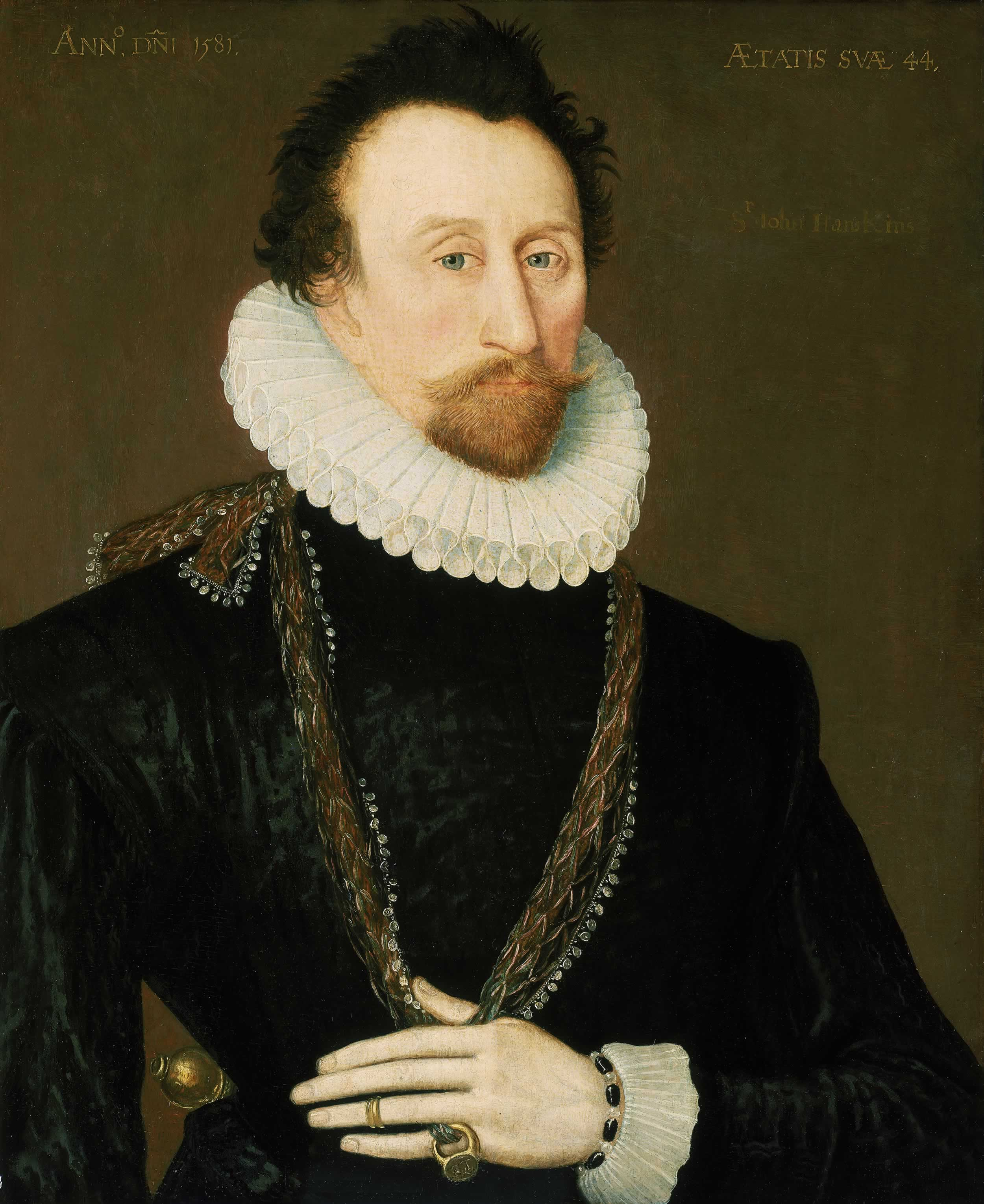
Le marchand d'esclaves et navigateur anglais John Hawkins (1532-1595).

L'explorateur et conquistador Alonso de Ojeda est le premier Européen à reconnaître les côtes du territoire qui est aujourd'hui le Carabobo dès 1499. Les Indiens de la région sont rapidement soumis et répartis dans des exploitations agricoles appelées encomiendas dès 1547. Villegas fonde Borburata en 1548. En 1551, le conseil écrit au roi d'Espagne et lui précise que tous les Indiens de la région ont été « répartis ».
En 1555, le capitaine Alonso Díaz Moreno, venu de Borburata fonde Nuestra Señora de la Anunciación de Nueva Valencia del Rey, l'actuelle Valencia dans les plaines centrales de la région. La date de fondation exacte fait encore l'objet de débats entre historiens, mais celle du 25 mars 1555 est généralement retenue et constitue la date commémorative de sa fondation. Les raisons de cette fondation sont multiples, entre autres la présence de plaines propices au développement de l'élevage mais également l'éloignement des côtes atlantiques infestées de corsaires. Cette année-là le 17 avril, des pirates français assiègent Borburata pendant six jours, provoquant le départ de nombreux habitants qui fuient vers Valencia.
Dès 1558 la région est secouée par des luttes entre les Indiens Nirguas et Jirajaras, ces luttes ne prendront fin qu'en 1628. Le 7 septembre 1561, le conquistador basque Lope de Aguirre débarque à Borburata en provenance de l'île de Margarita. Il soumet les colons puis s'engage vers les rives du lac de Valencia dont les habitants se réfugient sur les îles. Aguirre décide de poursuivre par Nirgua vers Barquisimeto où il est assassiné.
En 1564, des pirates britanniques dirigés par le navigateur anglais John Hawkins (1532-1595) vendent des marchandises aux colons de Borburata. L'essentiel de la cargaison est constitué de 400 esclaves noirs capturés sur les côtes africaines de Guinée et du Sénégal. Les autorités tentent d'empêcher la transaction en imposant de lourdes taxes, mais celle-ci a tout de même lieu, Hawkins ayant menacé de détruire la ville en cas d'échec. En 1566, le pirate Low attaque Borburata. En 1567, c'est au tour des pirates français conduits par Nicolas Vallier de pénétrer dans Borburata et d'en chasser ses habitants, provoquant son dépeuplement. En 1568, Hawkins contraint les habitants de la ville à acheter un nouveau contingent d'esclaves africains. En 1569, le conquistador Pedro Malaver de Silva arrive à Borburata avec 400 colons essentiellement en provenance de l'Estrémadure en Espagne, ce qui constitue la dernière tentative de découverte du fameux Eldorado par les Européens. La plupart d'entre eux abandonnent la quête et se fixent dans la région entre Borburata et Valencia. Malaver poursuit toutefois sa quête en direction des llanos et des Andes.
Entre 1577 et 1583, la région de Valencia subit l'assaut des Indiens Caribes qui proviennent du bas Orénoque mais ceux-ci sont repoussés et poursuivis par l'armée espagnole dirigée par García González.

### Le17esiècle
En 1624, les autochtones fondent Guacara sur la rive septentrionale du lac de Valencia tandis que le siècle est encore marqué par des attaques de pirates anglais et français sur la côte atlantique, notamment en 1659 quand l'Anglais Myngs met à sac les villes de Cumaná, Puerto Cabello et Coro, et en 1677, Valencia est mise à sac par les Français qui brûlent l'hôtel de ville, incendie qui conduit à la destruction d'un grand nombre de documents importants. En 1694, le gouverneur Francisco Berroterán décide de déclarer les peuplements de Guacara, Los Guayos et de San Diego comme « villages indiens » ou doctrinas, en espagnol.

### Le18esiècle

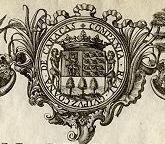
Logo de la Compagnie Guipuscoane de Caracas.

En 1710, les villages indiens de Guacara, Los Guayos et de San Diego sont élevés au rang de pueblos, ce qui dénote la pénétration de populations non indigènes, espagnoles et métis. La côte reste sous l'influence des contrebandiers néerlandais et anglais. Le gouvernement espagnol confie alors à la Compagnie Guipuscoane de Caracas, créée en 1728 par le roi Philippe V d'Espagne le monopole du commerce à Puerto Cabello contre l'accomplissement de l'administration du lieu, tâche que la couronne impériale ne pouvait accomplir seule. La compagnie commence la construction des infrastructures du port en 1730, ainsi que celle du fort Solano et celui de San Felipe, sur un projet de 1729 du gouverneur de la province de Caracas Don Lope Carrillo de Andrade Sotomayor y Pimentel. Dans les décennies qui suivent, d'importantes révoltent dénoncent le monopole de la compagnie marchande. L'escalve Andrés López del Rosario dit « Andresote » conduit deux révoltes en 1730 et 1733 pour maintenir un commerce avec les Antilles néerlandaises, tandis qu'en 1743, l'amiral britannique Charles Knowles assiège La Guaira dans l'actuel État de La Guaira et Puerto Cabello promettant de libérer les créoles contre l'oppression et le monopole de la compagnie.

### Le19esiècle
En 1800, l'explorateur allemand Alexandre von Humboldt visite la région, Puerto Cabello et Valencia notamment, et laisse une description précise de la faune, de la flore, de la géologie et des sociétés humaines locales. À cette époque, Valencia compte environ 6 à 7 000 habitants. En 1804, les membres de l'expédition royale philanthropique de vaccination, dite « expédition Balmis » du nom de son promoteur et directeur le médecin Francisco Javier Balmis (1753-1819), destinée à la promotion de la vaccination anti-variolique qui fait des ravages dans les colonies espagnoles, débarquent à Puerto Cabello. En 1806, des prisonniers, la plupart américains et membres de l'expédition ratée de Francisco de Miranda contre la couronne espagnole, sont pendus sur la place principale de Puerto Cabello.

#### Guerre d'indépendance

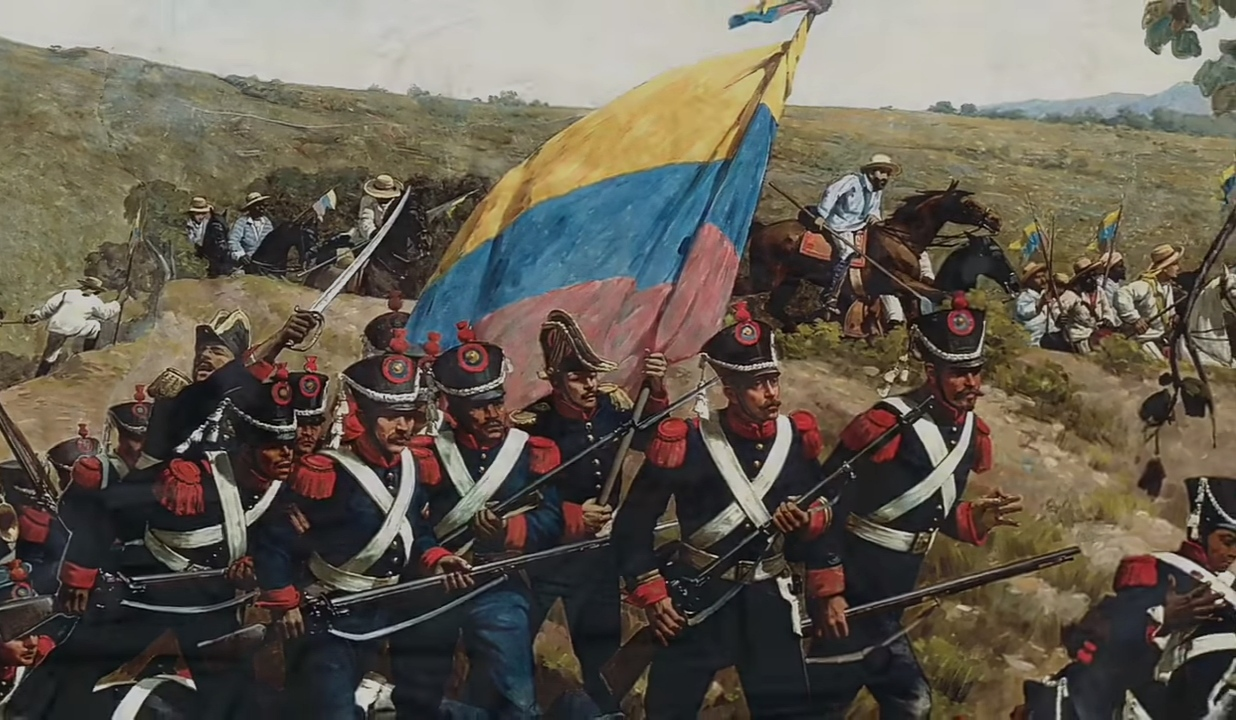
Détail de la bataille de Carabobo de 1821, peinte par Martín Tovar y Tovar au Capitole national du Venezuela.

Le 19 avril 1810 est proclamée l'indépendance du Venezuela dans la Casa de La Estrella à Valencia. Le 5 juillet 1811 est signée l'acte de déclaration d'indépendance au même endroit. À partir de cette date, la guerre d'indépendance éclate, menée par ceux qui deviendront plus tard les héros et pères de l'indépendance, Francisco de Miranda et Simon Bolívar. Les deux conduisent de nombreuses batailles contre les forces royalistes espagnoles. Cette guerre, qui durera dix ans, est d'abord marquée par la chute de Puerto Cabello aux mains des royalistes, suivie d'importantes défections dans les rangs indépendantistes et de défaites décisives contre les armées espagnoles dirigées par Domingo Monteverde, épisodes qui conduisent Miranda à signer la capitulation de San Mateo le 25 juillet 1812. Le 24 juin 1824 a lieu la célèbre bataille de Carabobo entre Espagnols et indépendantistes. Enfin après de nombreuses campagnes, les dernières troupes espagnoles retranchées à Puerto Cabello évacuent la ville le 10 novembre 1823, marquant le retrait définitif de l'Espagne au Venezuela.

#### La province de Carabobo

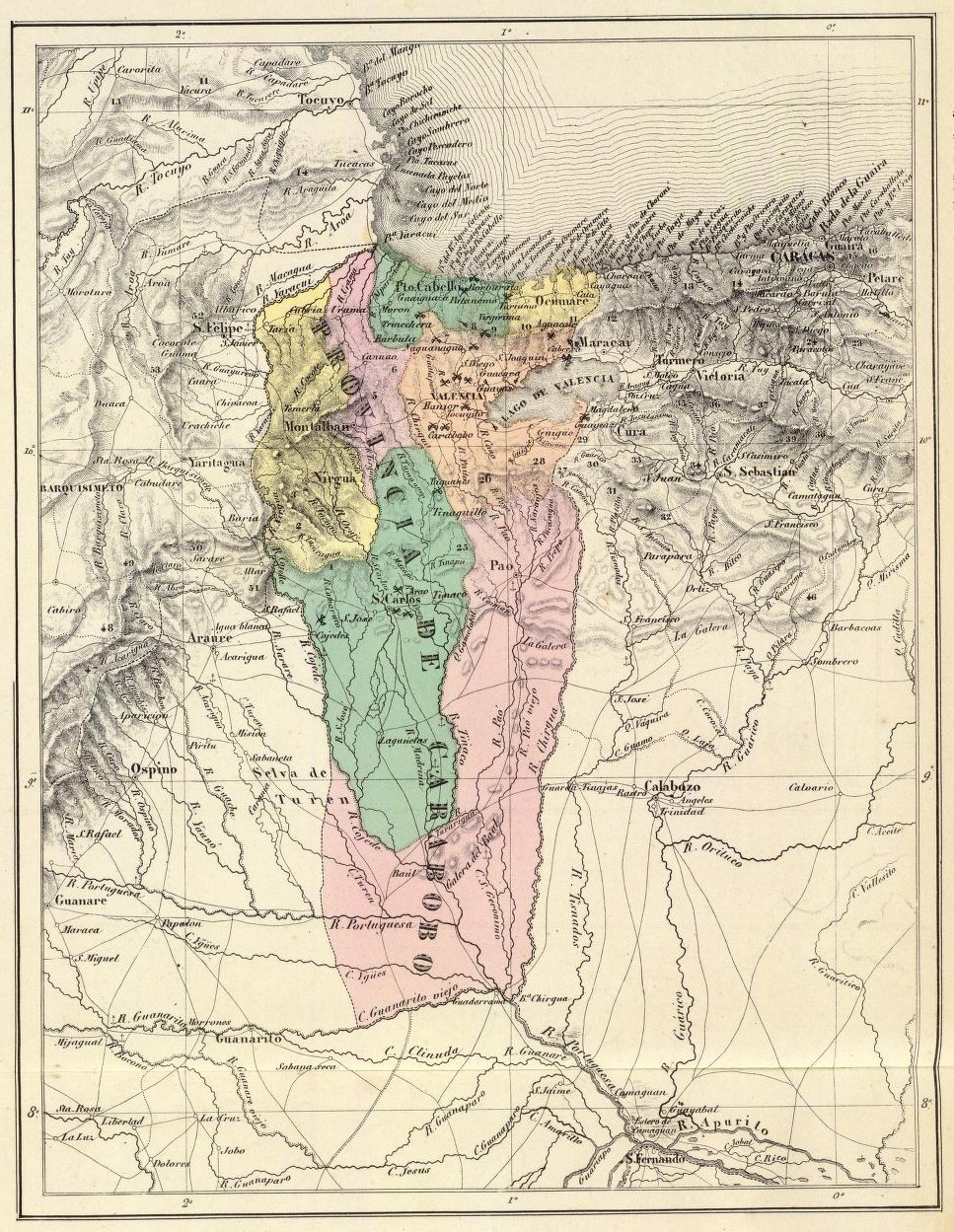
La province de Carabobo.

Le 24 juin 1824, la province de Caracas est divisée, et la partie sud devient la province de Carabobo, les deux continuent de dépendre du département de Venezuela, lui-même partie de la Grande Colombie. Cette nouvelle province est alors constituée des cantons de la capitale Valencia, Puerto Cabello, Ocumare, San Carlos, Nirgua, El Pao, San Felipe, Tocuyo, Quibor, Barquisimeto, Carora et Yaritagua.
En 1829 se tient à Valencia une assemblée populaire qui décide la séparation de l'actuel Venezuela de la Grande Colombie, rejetant l'autorité de Simon Bolívar et nommant José Antonio Páez comme « chef supérieur de l'État ». Le 6 mai 1830 se tient le congrès de Valencia qui consacre l'indépendance du pays avec Valencia comme capitale.

#### La nouvelle République
Le 29 mars 1832, le gouvernement crée la province de Barquisimeto, en détachant ce territoire de la province de Carabobo qui ne conserve que les cantons de Valencia, de Nirgua et de Cojedes. En 1855, la province est de nouveau réduite en perdant les cantons de Nirgua et de Cojedes pour créer les provinces d'Yaracuy et de Cojedes.
En 1856 est promulguée la loi de division territoriale de la République qui entérine la composition de la province de Carabobo avec les cantons de Valencia, Puerto Cabello, Montalbán et Ocumare. De nouveau en 1864, la province de Carabobo annexe la province de Cojedes jusqu'en 1872.
En 1881, le gouvernement national réforme les divisions politiques territoriales du pays, alors constitué de provinces, pour créer des État fédérés, formant désormais l'État de Carabobo, comprenant encore Nirgua, aujourd'hui dans l'État d'Yaracuy.

### Le20esiècle
Entre la fin 1902 et le début de l'année 1903 a lieu de le blocus des côtes vénézuéliennes par les marines de l'Empire britannique, de l'Empire allemand et du royaume d'Italie pour exiger le paiement des dettes contractées par le pays auprès des entreprises de leurs ressortissants. Le cuirassé anglais Charybdis et le croiseur allemand Vineta bombardent les forts de Puerto Cabello.
L'arsenal de Puerto Cabello commence à produire des bâtiments pour la marine nationale en 1909.
En 1917 ont lieu plusieurs ajustements de frontière avec l'État d'Aragua, et nouveau en 1933, plusieurs territoires de Turiamo lui sont de nouveau transférés.
Pendant la Seconde Guerre mondiale, plusieurs bâtiments de guerre appartenant à l'Axe, notamment allemands et italiens réfugiés à Puerto Cabello sont sabordés pour éviter qu'ils ne tombent dans les mains des Alliés, Américains notamment. Mais les incendies se propagent à la ville et des centaines de gens sont faits prisonniers.
L'industrialisation de l'État accélère au tournant de la moitié du 20e siècle avec l'établissement de nombreuses usines, notamment dans la région de Valencia, ce qui lui confère dès lors, le rang de capitale industrielle du pays.
En 1985, l'État est divisé en neuf districts comptant un total de trente-six paroisses. De nouveau en 1994, le district de Valencia est lui-même divisé en cinq, créant l'actuel découpage politico-administratif de l'État en quatorze municipalités et désormais trente-huit paroisses civiles.

### Le21esiècle
Depuis les années 2000, la population de l'État est en constante augmentation pour deux raisons principales outre l'accroissement naturel : l'arrivée des victimes après la tragédie de Vargas de 1999 et l'immigration en provenance des autres pays d'Amérique du Sud. Le 27 décembre 2018 a lieu un tremblement de terre de magnitude 4.9 avec de légers dégâts sur les infrastructures.

## Démographie, société et religions

### Démographie
Selon l'Institut national de la statistique (Instituto Nacional de Estadística en espagnol), la population a augmenté de 16.23 % entre 2001 et 2011 et s'élève à 2 245 744 habitants lors de ce dernier recensement :
| 2001      | 2011      |
| --------- | --------- |
| 1 932 168 | 2 245 744 |

## Administration et politique

### Subdivisions

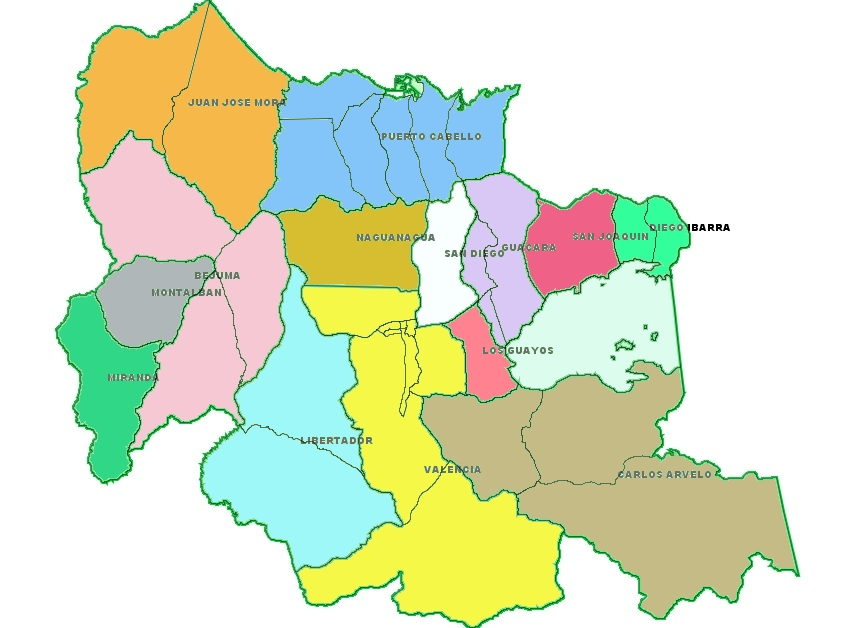
Municipalités de l'État de Carabobo

L'État est divisé en 14 municipalités totalisant 38 paroisses civiles :
| Municipalité   | Localisation | Chef-lieu      | Nombre de paroisses civiles | Paroisses civiles (capitales) | Population (2001.) | Population (2011) |
| -------------- | ------------ | -------------- | --------------------------- | --- | ------------------ | ----------------- |
| Bejuma         |              | Bejuma         | 3                           | Bejuma (Bejuma) Canoabo (Canoabo) Simón Bolívar (Chirgua) | 39 187             | 48 538            |
| Carlos Arvelo  |              | Güigüe         | 3                           | Belén (Belén) Güigüe (Güigüe) Tacarigua (Central Tacarigua) | 124 344            | 150 277           |
| Diego Ibarra   |              | Mariara        | 2                           | Aguas Calientes (Mariara) Mariara (Mariara) | 94 852             | 104 536           |
| Guacara        |              | Guacara        | 3                           | Ciudad Alianza (Guacara) Guacara (Guacara) Yagua (Yagua) | 142 227            | 176 218           |
| Juan José Mora |              | Morón          | 2                           | Morón (Morón) Urama (Urama) | 56 458             | 69 236            |
| Libertador     |              | Tocuyito       | 2                           | Independencia (Tocuyito) Tocuyito (Tocuyito) | 146 507            | 166 166           |
| Los Guayos     |              | Los Guayos     | 1                           | Los Guayos (Los Guayos) | 130 345            | 149 606           |
| Miranda        |              | Miranda        | 1                           | Miranda (Miranda) | 23 368             | 29 092            |
| Montalbán      |              | Montalbán      | 1                           | Montalbán (Montalbán) | 20 166             | 24 908            |
| Naguanagua     |              | Naguanagua     | 1                           | Naguanagua (Naguanagua) | 132 368            | 157 437           |
| Puerto Cabello |              | Puerto Cabello | 8                           | Bartolomé Salóm (Puerto Cabello) Borburata (Borburata) Democracia (Puerto Cabello) Fraternidad (Puerto Cabello) Goaigoaza (Puerto Cabello) Juan José Flores (Puerto Cabello) Patanemo (Patanemo) Unión (Puerto Cabello) | 173 034            | 182 493           |
| San Diego      |              | San Diego      | 1                           | San Diego (San Diego) | 59 247             | 93 257            |
| San Joaquín    |              | San Joaquín    | 1                           | San Joaquín (San Joaquín) | 59 247             | 64 124            |
| Valencia       |              | Valencia       | 9                           | Candelaria (Valencia) Catedral (Valencia) El Socorro (Valencia) Miguel Peña (Valencia) Negro Primero (Los Naranjos) Rafael Urdaneta (Valencia) San Blas (Valencia) San José (Valencia) Santa Rosa (Valencia)            | 742 145            | 829 856           |
| Total          |              |                | 38                          | | 1 932 168          | 2 245 744         |

### Organisation des pouvoirs
Le pouvoir exécutif est l'apanage du gouverneur. L'actuel gouverneur est Rafael Lacava, depuis le 20 octobre 2017.
| Photo | Scrutin | Période                               | Nom du gouverneur    | Parti politique | Résultat électoral | Notes                                                                            |
| ----- | ------- | ------------------------------------- | -------------------- | --------------- | ------------------ | -------------------------------------------------------------------------------- |
|       | 1989    | 23 janvier 1990 - 1992                | Henrique Salas Römer | Copei           | 46.63 %            | Premier gouverneur élu aux élections directes                                    |
|       | 1992    | 1992 - 23 janvier 1996                | Henrique Salas Römer | Copei           | 72.85 %            |                                                                                  |
|       | 1995    | 1996-1998                             | Henrique Salas Feo   | PV              | 40.64 %            |                                                                                  |
|       | 1998    | 1998-2000                             | Henrique Salas Feo   | PV              | 49.82 %            |                                                                                  |
|       | 2000    | 2000-2004                             | Henrique Salas Feo   | PV              | 61.04 %            |                                                                                  |
|       | 2004    | 31 octobre 2004 - 23 novembre 2008    | Luis Acosta Carlez   | MVR             | 51.26 %            |                                                                                  |
|       | 2008    | 4 décembre 2008 - 28 décembre 2012    | Henrique Salas Feo   | PV              | 47.64 %            |                                                                                  |
|       | 2012    | décembre 2012 - 14 juin 2017          | Francisco Ameliach   | PSUV            | 55.48 %            | Renonce à son mandat pour se présenter aux élections à l'Assemblée constituante. |
|       | -       | 2 août 2017 - 20 octobre 2017         | Gustavo Pulido       | PSUV            | -                  | intérim                                                                          |
|       | 2017    | 20 octobre 2017 - 21 novembre 2021    | Rafael Lacava        | PSUV            | 52.75 %            |                                                                                  |
|       | 2021    | Depuis le 22 novembre 2021 (en cours) | Rafael Lacava        | PSUV            | 54.94 %            | Réélu, actuel gouverneur                                                         |

## Culture

### Personnalités liées
- Andrés Machado (1993-), joueur vénézuélien de baseball, né dans l'État de Carabobo.

## Sources
- (es) Cet article est partiellement ou en totalité issu de l’article de Wikipédia en espagnol intitulé « Estado Carabobo » (voir la liste des auteurs).

- (es) Cet article est partiellement ou en totalité issu de l’article de Wikipédia en espagnol intitulé « Anexo:Gobernador de Carabobo » (voir la liste des auteurs).